# Akakios av Caesarea
Akakios av Caesarea (grekiska: Ἀκάκιος Mονόφθαλμος, Akákios Monóphthalmos), även Acacius, död 366, var en kristen biskop, elev och efterträdare till biskopssätet i Caesarea efter Eusebios, 340 e.Kr., vars liv han skrev om. Han är ihågkommen framför allt för sitt bittra motstånd mot Sankt Kyrillos av Jerusalem och för den roll han efteråt fick möjlighet att spela i de mer akuta skedena av den arianska kontroversen. I det berömda tjugoförsta talet av Sankt Gregorios av Nazianzos talar författaren om Akakios som "arianernas tunga".
Inget är känt om hans födelsedatum eller födelseland, men han var troligen syrian och bar i hela sitt liv aliaset "den Enögde" (på grekiska "o Mονoφθαλμος"), utan tvekan på grund av en personlig defekt, men eventuellt med en figurativ hänvisning även till hans allmänna bedräglighet när det gällde regler och hans ovanliga skicklighet i att uttala sig tvetydigt.

## Framträdande plats bland arianerna
Akakios stora intellekt anslöt sig till den prestige han redan innehade som vän och efterträdare till Eusebios av Caesarea, vilket ledde till att han pekades ut som den mest trolige talesmannen och andlige vägledaren för arianerna redan innan deras förste stora ledare, Eusebios av Nikomedia, hade dött år 342. Redan år 341 hade Akakios deltagit i rådet i Antiochia vid Orontes, då i närvaro av kejsaren Constantius II den "gyllene basilikan" dedikerats av ett följe av nittio biskopar och Akakios tecknade trosbekännelsen från vilken termen homoousios och varje omnämnande av "hypostas" uteslöts. På grund av detta avsattes han vid rådet i Sardica 347 tillsammans med flera andra biskopar från det eusebianska partiet.

## Konciliet i Seleucia
Akakios intog en ledande plats bland de prelater som lyckats dela upp det ekumeniska rådet som Constantius II har föreslagit att dela i två delar och omintetgjorde därigenom dess auktoritet. Medan västerns biskopar samlades i Rimini år 359 samlades Akakios och hans anhängare i öst på Seleucia Isauria i Syrien (numera Silifke i Turkiet). Antalet biskopar närvarande har varierande uppskattats till någonstans mellan hundrafemtio och hundrasextio. Semiarianerna var i stor majoritet; medan Akakios hade en väl disciplinerad grupp anhängare uppkallade efter honom, akakianerna, kunde han med anomoeanerna lita på ett fyrtiotal biskopar vid sin sida. När de flesta hade bekräftat den semiarianska trosbekännelsen från Antiochia ("trosbekännelsen av hängivenhet"), föreslog Silvanus av Tarsus att de även skulle bekräfta den lukianska trosbekännelsen när Akakios och hans följe reste sig och lämnade församlingen, i en form av protest. Trots detta undertecknades trosbekännelsen redan nästa morgon bakom stängda dörrar, ett förfarande som Akakios snarast beskrev som en "mörkrets handling". På onsdagen kom Basileos av Ancyra och Macedonius av Konstantinopel tillsammans med Hilarius av Poitiers, Kyrillos av Jerusalem och Eustatius. Kyrillos var redan under misstroendevotum och Akakios vägrade att ta sina anhängare till synoden innan han och ett par andra anklagade biskopar som var närvarande hade dragit sig tillbaka. Efter en stormig debatt kom man överens om hans plan och Leonas, en företrädare för Constantius II vid överläggningar, reste sig och läste en kopia av den nya trosbekännelse som Akakios hade lagt i hans händer. Den förkastade termerna homoousios och homoiousios som "främmande för Skriften," och förbannade termen "anomoeon", men bekände klart och tydligt likheten mellan Sonen och Fadern. Denna formulering, som tolkade "likheten mellan Sonen och Fadern" som "likhet endast i viljan", oμοιον κατα την βούλησιν μόνον, förkastades av majoriteten semiarianer och kom att avsätta Akakios och hans följe.

## Konciliet i Konstantinopel och efterdyningar
Akakios och hans anhängare väntade inte på att domen skulle träda i kraft; istället for de till Konstantinopel och framförde sina klagomål inför kejsaren. Constantius II hörsammade Akakios synpunkter och ett nytt råd kallades till i Konstantinopel. Genom hans arbete kom rådet att acceptera trosbekännelsen från Rimini och för att fullborda sin seger lade han och Eudoxius av Antiochia ner hela sitt inflytande för att få de kungörelser som framkommit genom konciliet i Nicaea och alla hänvisningar till homoousios att falla i glömska. Efter sin återkomst till östern 361 vigde Akakios och hans anhängare nya biskopar till de lediga sätena och Meletius tog över platsen som biskop i Antiochia. När den kejserliga tronen hade fyllts av nicaenska jovianer ändrade Akakios och hans vänner åsikt och accepterade år 363 den Nicaenska trosbekännelsen. Efter den arianske kejsaren Valens bestigning år 364 hade Akakios återvänt till arianismen. Men han fick inget positivt ut av rådet med de makedonska biskoparna i Lampsacus och hans avsättning i Seleucia bekräftades så småningom. Han dog år 366.